# .5: The Gray Chapter
.5: The Gray Chapter ist das fünfte offizielle Studioalbum der US-amerikanischen Metal-Band Slipknot. Es erschien am 17. Oktober 2014 in Deutschland bei Roadrunner Records und ab dem 21. September auch weltweit. Es folgte sechs Jahre nach All Hope Is Gone und ist das erste Album nach dem Tod von Paul Gray und dem Ausscheiden von Joey Jordison. Bei den Grammy Awards 2016 wurde .5: The Gray Chapter in der Kategorie Best Rock Album nominiert, unterlag jedoch Drones von Muse.

## Entstehung
Nach dem Tod von Paul Gray legte die Band eine lange Pause ein. In Interviews gaben die verbleibenden Bandmitglieder aber bekannt, dass sie die Band fortführen würden. Ab Ende 2013 schrieb die Band an den ersten Texten für ein neues Album, Gitarrist Jim Root unterbrach hierfür die Tour mit Stone Sour. Am 27. Februar 2014 brach die Band jegliche Aktivitäten in sozialen Medien ohne Angaben von Gründe ab.
Ab dem 15. Juli 2014 veröffentlichte Slipknot zwei Wochen lang kleine Teaser, welche schlussendlich den Titel von The Negative One enthüllten. Der Song wurde am 1. August 2014, das dazugehörige unter der Regie von Shawn Crahan erstellte Video am 5. August veröffentlicht.
Am 13. August enthüllte die Band das Cover für ihre Promo-Single The Devil in I, die am 24. August veröffentlicht wurde. Im dazugehörigen Musikvideo wurde Alessandro „Vman“ Venturella anhand seiner Tätowierungen an den Händen als neuer Bassist enttarnt. Am 10. Oktober wurde mit Custer ein weiterer Song des Albums als dritte Single veröffentlicht.
Slipknot begann seine Welttournee als Headliner auf dem Knotfest am 25. Oktober 2014 zusammen mit Anthrax, Five Finger Death Punch, Otep und Black Label Society. Danach folgte, zusammen mit KoЯn und King 810, die Prepare for Hell-Tour durch Nordamerika.

## Hintergrund

### Albumtitel
Die .5: weist darauf hin, dass es das fünfte Studioalbum der Band ist. Der Rest des Albumtitels The Gray Chapter kann auf verschiedene Art und Weise interpretiert werden:
1. „The (Paul) Gray Chapter“ = Anlehnung an den verstorbenen Paul Gray, der Gründungsmitglied und Bassist der Band war bis zu seinem Tod am 24. Mai 2010.
2. „The Gray Chapter“ (englisch, „Das graue Kapitel“). Neben dem Tod Grays verließ im Dezember 2013 auch der Schlagzeuger Joey Jordison die Band. Auch zwischen Corey Taylor und James Root gab es Auseinandersetzungen, da Root von Taylor aus der Band Stone Sour geworfen worden war.[15][16]

### Musikstil
Stilistisch setzt es den musikalischen Weg des Vorgängers All Hope Is Gone nicht fort. Corey Taylor sagte, dass sie mit The Gray Chapter zurück zu den Wurzeln von Iowa (2001) und Vol. 3: (The Subliminal Verses) (2004) kehren. In einem Interview mit Pop Culture Madness erzählte er, die Songs enthalten den sagenhaften Sound und die kunstvolle Richtung von Vol. 3: (The Subliminal Verses) behalten jedoch die „Brutalität“ von Iowa.

## Inhalt

### Titelliste
| #              | Titel                        | Länge | Bemerkung |
| -------------- | ---------------------------- | ----- | --------- |
| 1              | XIX                          | 3:10  |           |
| 2              | Sarcastrophe                 | 5:06  |           |
| 3              | AOV                          | 5:32  |           |
| 4              | The Devil in I               | 5:42  | 2. Single |
| 5              | Killpop                      | 3:45  |           |
| 6              | Skeptic                      | 4:46  |           |
| 7              | Lech                         | 4:50  |           |
| 8              | Goodbye                      | 4:35  |           |
| 9              | Nomadic                      | 4:18  |           |
| 10             | The One That Kills the Least | 4:11  |           |
| 11             | Custer                       | 4:14  | 3. Single |
| 12             | Be Prepared for Hell         | 1:57  |           |
| 13             | The Negative One             | 5:25  | 1. Single |
| 14             | If Rain Is What You Want     | 6:20  |           |
| Deluxe Edition |                              |       |           |
| #              | Titel                        | Länge | Bemerkung |
| 15             | Override                     | 5:37  |           |
| 16             | The Burden                   | 5:23  |           |
| 17             | [unbenannt]                  | 2:00  |           |
| 18             | [unbenannt]                  | 6:20  |           |
| 19             | [unbenannt]                  | 1:29  |           |

### Special Packs
Die Special Packs des Albums enthalten neben der Deluxe-Edition auch verschiedene Merchandise-Artikel.
- Gray Double Vinyl-LP – limitierte .5: The Gray Chapter Doppel-LP
- Signed Litho-Bundle – .5: The Gray Chapter Deluxe-Edition oder LP + signiertes Album-Poster.
- T-Shirt/Music-Bundle – .5: The Gray Chapter Deluxe-Edition + Album-T-Shirt
- Hoodie/Music-Bundle – .5: The Gray Chapter Deluxe-Edition + Album-Kapuzenpullover
- Sticker/Music-Bundle – .5: The Gray Chapter Deluxe-Edition + SlipKnot-Aufkleber
- The Everything-Bundle – .5: The Gray Chapter Deluxe-Edition + LP + unsigniertes Album-Poster + Album-T-Shirt + Album-Kapuzenpullover

### Musikvideos
- 2014: The Negative One[21]
- 2014: The Devil In I
- 2015: Killpop
- 2015: XIX[22]

## Besetzung
(Basierend auf der aktuellen bekannten Formation, ist der Schlagzeuger unbestätigt.)
- (#0) Sidney George „Sid“ Wilson – DJ
- (#3) Christopher „Chris“ Fehn – Perkussion, Hintergrundgesang
- (#4) James „Jim“ Root – Rhythmus-Gitarre
- (#5) Craig „133“ Jones – Sampling
- (#6) Shawn „Clown“ Crahan – Perkussion, Hintergrundgesang
- (#7) Mick Thomson – Lead-Gitarre
- (#8) Corey Todd Taylor – Gesang
- Donald S. “Donnie” Steele – Bass[23] (Unterstützte die Band während der Aufnahme einiger Songs.)
- Alessandro “Vman” Venturella[24][25] – Bass
- Jay Weinberg – Schlagzeug

Technik und Produktion
- Greg Fidelman – Produzent[1]
- Joe Barresi – Tontechniker[1]

## Rezensionen
Lothar Gerber vom Magazin Metal Hammer zeigte sich fasziniert vom Sound von .5: The Gray Chapter:

„Vielleicht am bemerkenswertesten am Album ist der Schlagzeug-Sound: Stechend-scharf, ungemein präzise und druckvoll dröhnen die Trommelschläge aus den Boxen. Wenn man nicht wüsste, dass Joey Jordison aus der Band geworfen wurde, würde man ihn nicht vermissen. Wer auch immer der neue Mann hinter der Schießbude ist – er macht einen höllisch guten Job!“

Auch Ronny Bittner vom Magazin Rock Hard bezeichnete den Rausschmiss Jordisons als richtige Entscheidung, die Percussions wie auch die Samples und Scratches kämen nun besser zum Vorschein.
Das Revolver Magazin gab dem Album 4.5 von 5 Punkten.

## Kommerzieller Erfolg

### Chartplatzierungen
In der Schweiz, in Australien und in den Vereinigten Staaten erreichte das Album jeweils Platz eins in den Albumcharts. In Deutschland, Österreich, auf Neuseeland und im Vereinigten Königreich landete das Album auf Platz zwei. In Schweden belegt .5: The Gray Chapter den dritten Platz. In Finnland (4. Platz) und Portugal (9. Platz) erreichte das Album Top-10-Platzierungen. In den niederländischen und den belgischen Charts (Flandern) erreichte das Album jeweils Platz 13, in Wallonien hingegen stieg .5: The Gray Chapter auf der 23 ein.
| ChartsChartplatzierungen       | Höchstplatzierung | Wochen |
| ------------------------------ | ----------------- | ------ |
| Deutschland (GfK)              | 2 (14 Wo.)        | 14     |
| Österreich (Ö3)                | 2 (9 Wo.)         | 9      |
| Schweiz (IFPI)                 | 1 (7 Wo.)         | 7      |
| Vereinigte Staaten (Billboard) | 1 (21 Wo.)        | 21     |
| Vereinigtes Königreich (OCC)   | 2 (12 Wo.)        | 12     |

| ChartsJahrescharts (2014)      | Platzierung |
| ------------------------------ | ----------- |
| Deutschland (GfK)              | 70          |
| Österreich (Ö3)                | 55          |
| Vereinigte Staaten (Billboard) | 96          |

### Auszeichnungen für Musikverkäufe
Das Musikmagazin Billboard ging davon aus, dass das Album über 100.000 mal innerhalb der ersten Woche in den Vereinigten Staaten  verkauft worden sei. Laut der Kolumne Metal by Numbers verkaufte sich .5: The Gray Chapter sogar rund 130.000 mal innerhalb der ersten Verkaufswoche in den Vereinigten Staaten. Innerhalb von vier Wochen verkaufte sich das Album knapp 200.000 mal allein in den Vereinigten Staaten. Am 31. August 2016 wurde das Album für 500.000 verkaufte Einheiten mit einer Goldenen Schallplatte in den Vereinigten Staaten ausgezeichnet.
| Land/Region                  | Auszeichnungen für Musikverkäufe (Land/Region, Auszeichnung, Verkäufe) | Verkäufe |
| ---------------------------- | ---------------------------------------------------------------------- | -------- |
| Australien (ARIA)            | Gold                                                                   | 35.000   |
| Dänemark (IFPI)              | Gold                                                                   | 10.000   |
| Deutschland (BVMI)           | Gold                                                                   | 100.000  |
| Kanada (MC)                  | Platin                                                                 | 80.000   |
| Neuseeland (RMNZ)            | Gold                                                                   | 7.500    |
| Norwegen (IFPI)              | Gold                                                                   | 10.000   |
| Österreich (IFPI)            | Platin                                                                 | 15.000   |
| Polen (ZPAV)                 | Gold                                                                   | 10.000   |
| Ungarn (MAHASZ)              | Gold                                                                   | 1.000    |
| Vereinigte Staaten (RIAA)    | Gold                                                                   | 500.000  |
| Vereinigtes Königreich (BPI) | Gold                                                                   | 100.000  |
| Insgesamt                    | 8× Gold · 2× Platin ·                                                  | 828.500  |

Hauptartikel: Slipknot/Auszeichnungen für Musikverkäufe